# J. Smith Young
John Smith Young, född 4 november 1834 i Wake County i North Carolina, död 11 oktober 1916 i Shreveport i Louisiana, var en amerikansk politiker (demokrat). Han var ledamot av USA:s representanthus 1878–1879.
Kongressledamot John E. Leonard avled 1878 i ämbetet och efterträddes av Young. Han efterträddes i sin tur som kongressledamot år 1879 av J. Floyd King.